# پالاتزو کاناوزه
پالاتزو کاناوزه (به ایتالیایی: Palazzo Canavese) یک کومونه در ایتالیا است که در استان تورین واقع شده‌است. پالاتزو کاناوزه ۵٫۱ کیلومتر مربع مساحت و ۸۵۰ نفر جمعیت دارد و ۲۴۸ متر بالاتر از سطح دریا واقع شده‌است.